# At-Turajf
At-Turajf – wieś w Syrii, w muhafazie Dajr az-Zaur. W 2004 roku liczyła 2573 mieszkańców.